# Силва Оливейра, Луис Алберто да
Луис Алберто (порт.-браз. Luiz Alberto da Silva Oliveira; 1 декабря 1977, Рио-де-Жанейро) — бразильский футболист. Выступал за сборную Бразилии.

## Биография
Воспитанник клуба «Фламенго». Начал попадать в основу команды с 1995 года, а закрепился в составе в 1997 году. Вплоть до 2000 года составлял великолепную связку центральных защитников «Фла» вместе со своим партнёром Жуаном. В 1999 году принял участие в Кубке конфедераций в составе сборной Бразилии.
В 2000—2001 гг. выступал за французский «Сент-Этьен». Также Луис Алберто провёл два сезона за испанский «Реал Сосьедад» (с двухлетним перерывом, возвративщись в Бразилию и выступая за «Интернасьонал» и «Атлетико Минейро»), но в конце-концов, несмотря на то, что был игроком основы испанского клуба, всё же принял решение вернуться на родину.
В 2005—2006 гг. выступал за «Сантос», а в 2007—2010 гг. — за «Флуминенсе». В 2007 году был вице-капитаном «Флу» и выиграл в составе «трёхцветных кариок» Кубок Бразилии. В 2008 году был уже капитаном «Флуминенсе» и помог своей команде впервые в её истории выйти в финал международного турнира — Кубка Либертадорес, где «Флу» уступил в драматичном противостоянии эквадорскому ЛДУ Кито.
В 2009 «Флуминенсе» вновь вышел в финал международного турнира — Южноамериканского кубка, однако сам Луис Алберто не участвовал в поздних стадиях турнира из-за травмы. «Трёхцветные» опять уступили ЛДУ Кито. Луис Алберто был одним из немногих игроков, которые были причастны к обоим финалам «Флу» на международной арене, так как за полтора года состав этой команды претерпел большие изменения.
В январе 2010 года было объявлено о переходе Луиса Алберто в аргентинский клуб «Бока Хуниорс».

## Достижения
- Лига Кариока (3): 1996, 1999, 2000
- Лига Паулиста (1): 2006
- Золотой Кубок (1): 1996
- Кубок бразильских клубных чемпионов мира (1): 1997
- Кубок Меркосур (1): 1999
- Обладатель Кубка Бразилии (1): 2007
- Финалист Кубка Либертадорес (1): 2008
- Финалист Южноамериканского кубка (1): 2009